# Telos
Telos (od grčkog τέλος cilj, svrha) ili cilj je filozofski predmet proučavanja u teleologiji.
Telos označava svrhu stvari, ona se tumači kao osobit razlog postojanja neke pojave.
Sokrat je smatrao da je cilj ljudskog života spoznati samoga sebe. Njegov učenik Platon je pak smatrao da je cilj ljudskog života mističnim doživljajem (jasno nakon što je osoba razvila sve tjelesne i mentalne sposobnosti u ovoj preslici idealnog svijeta) doživjeti svijet ideja. Aristotel vraća konačni cilj čovjeka nazad ka njegovim psihofizičkim sposobnostima. Naime, Aristotel kaže da je cilj svakog čovjeka da što bolje ostvari prirodom zadane opće sposobnosti svoje vrste, primjerice, cilj pojedinog konja je da bude što brši jer je brzina ono što karakterizira vrstu konja, dok je cilj pojedinog čovjeka da bude razuman i moralan jer to je ono što karakterizira vrstu ljudi. Kada čovjek ostvari navedeni cilj on je onda u stanju "eudaimonije", odnosno u stanju blaženstva.